# Солёный родник
Солёный родник — источник, расположенный в Урус-Мартановском районе Чеченской Республики в долине реки Мартан в четырёх километрах южнее селения Мартан-Чу. Выбивается и колодца глубиной 7 метров на правом берегу реки. Источник даёт начало ручью, впадающему в реку Мартан. В воде растворено большое количество соли. Родник издавна используется в лечебных целях. В прежние времена местные жители выпариванием извлекали соль.
Имеет статус особо охраняемой природной территории республиканского значения.